# Stormblåst
Stormblåst – drugi album studyjny norweskiej grupy blackmetalowej Dimmu Borgir. Wydawnictwo ukazało się 25 stycznia 1996 roku nakładem wytwórni muzycznej Cacophonous Records.
Album został nagrany ponownie w 2005 roku w Abyss Studio w Szwecji we współpracy z producentem muzycznym Peterem Tägtgrenem. Wokalizy oraz wszystkie gitary nagrali Sven "Silenoz" Atle Kopperud i Stian "Shagrath" Thoresen. Partie perkusji nagrał Jan Axel "Hellhammer" Blomberg znany z występów w grupie Mayhem. Natomiast partie instrumentów klawiszowych zrealizował ówczesny członek Dimmu Borgir - Øyvind Johan "Mustis" Mustaparta.
Na wydawnictwie nie znalazł się utwór "Sorgens Kammer", który zawierał muzykę nielegalnie zaczerpniętą z gry komputerowej Agony. Z tego samego powodu intro otwierające utwór "Alt Lys Er Svunnet Hen" zostało pominięte. Fragment pochodził z utworu "Sacred Hour" formacji Magnum. Podczas sesji nagraniowej zostały nagrane dwa nowe utwory "Sorgens Kammer – Del II" oraz "Avmaktslave", które uzupełniły Stormblåst.
Do reedycji została również dołączona płyta DVD zawierająca zapis pięciu utworów z festiwalu Ozzfest w 2004 roku. Wydana 11 listopada 2005 roku płyta funkcjonuje pod tytułami Stormblåst (re-recorded), Stormblåst MMV oraz Stormblåst 2005. Wznowienie dotarło do 24. miejsca norweskiej listy sprzedaży VG-Lista.

## Lista utworów
Opracowano na podstawie materiału źródłowego.
| Edycja oryginalna 1. "Alt Lys Er Svunnet Hen" – 6:07 2. "Broderskapets Ring" – 5:10 3. "Når Sjelen Hentes Til Helvete" – 4:33 4. "Sorgens Kammer" – 6:21 5. "Da Den Kristne Satte Livet Til" – 3:08 6. "Stormblåst" – 6:16 7. "Dødsferd" – 5:30 8. "Antikrist" – 3:43 9. "Vinder Fra en Ensom Grav" – 4:28 10. "Guds Fortapelse - Åpenbaring Av Dommedag" – 4:24 |  | Reedycja 1. "Alt Lys Er Svunnet Hen" – 4:44 2. "Broderskapets Ring" – 5:30 3. "Når Sjelen Hentes Til Helvete" – 4:43 4. "Sorgens Kammer – Del II" (Wcześniej nie publikowany) – 5:51 5. "Da Den Kristne Satte Livet Til" – 3:03 6. "Stormblåst" – 6:10 7. "Dødsferd" – 5:42 8. "Antikrist" – 3:36 9. "Vinder Fra En Ensom Grav" – 4:00 10. "Guds Fortapelse - Åpenbaring Av Dommedag" – 4:01 11. "Avmaktslave" (Wcześniej nie publikowany) – 3:54 |

| Bonus DVD |
| --- |
| 1. "Spellbound (by the Devil)" - 4:20 2. "Vredesbyrd" - 4:48 3. "Kings of the Carnival Creation" - 8:07 4. "Progenies of the Great Apocalypse" - 5:25 5. "Mourning Palace" - 5:45 |

## Twórcy
Opracowano na podstawie materiału źródłowego.
| Edycja oryginalna - Stian "Shagrath" Thoresen – wokal, gitara prowadząca - Sven "Silenoz" Atle Kopperud – wokal, gitara rytmiczna - Kenneth "Tjodalv" Åkesson – perkusja - Brynjard Tristan – gitara basowa - Stian Aarstad – instrumenty klawiszowe - Good Time Charlie – inżynieria dźwięku - Kristian Romsøe – mastering - Alex Kurtagic – oprawa graficzna - Tove – oprawa graficzna |  | Reedycja - Stian "Shagrath" Thoresen – wokal, gitara, gitara basowa, produkcja muzyczna - Sven "Silenoz" Atle Kopperud – wokal, gitara, gitara basowa, produkcja muzyczna - Øyvind Johan "Mustis" Mustaparta – sesyjnie instrumenty klawiszowe - Jan Axel "Hellhammer" Blomberg – sesyjnie perkusja - Peter Tägtgren – inżynieria dźwięku, produkcja muzyczna, miksowanie - Björn Engelmann – mastering - Alf Børjesson – oprawa graficzna - Joachim Luetke – oprawa graficzna |  | Bonus DVD - Stian "Shagrath" Thoresen – wokal prowadzący - Øyvind Johan "Mustis" Mustaparta – instrumenty klawiszowe - Sven "Silenoz" Atle Kopperud – gitara rytmiczna - Thomas Rune "Galder" Andersen Orre – gitara prowadząca - Simen "ICS Vortex" Hestnæs – gitara basowa, wokal - Tony Laureano – perkusja |